# Sala del trono Abhisek Dusit
La Sala del trono Abhisek Dusit è un palazzo reale fatto costruire dal Re di Thailandia Chulalongkorn per i ricevimenti e per accogliere gli ambasciatori stranieri presso il Palazzo Dusit di Bangkok.

## Storia
La costruzione dell'edificio iniziò nel 1903, su un progetto architettonico di Mario Tamagno, e si completò nel 1904.
La sala del trono di Abhisek Dusit si trova ad est del Palazzo Vimanmek ed è un esempio di architettura gingerbread molto popolare durante il regno di Rama V. Si tratta di un edificio ad un solo piano decorato con del legno intrecciato secondo lo stile moresco.
Nel 1993 il re Bhumibol e la regina Sirikit concessero il permesso di utilizzare questo spazio per un museo dedicato all'artigianato thailandese.